# Гамбия на летних Олимпийских играх 2000
Гамбия принимала участие в Летних Олимпийских играх 2000 года в Афинах (Греция) в пятый раз за свою историю, но не завоевала ни одной медали. Страну представляли 1 мужчина и 1 женщина.

## Лёгкая атлетика
Спортсменов — 2
Мужчины
| Спортсмен     | Вид   | Забег     | Забег | Четвертьфинал | Четвертьфинал | Полуфинал | Полуфинал | Финал     | Финал     |
| Спортсмен     | Вид   | Результат | Место | Результат     | Место         | Результат | Место     | Результат | Место     |
| ------------- | ----- | --------- | ----- | ------------- | ------------- | --------- | --------- | --------- | --------- |
| Па Мамаду Гай | 100 м | 11,03     | 8     | Не прошёл     | Не прошёл     | Не прошёл | Не прошёл | Не прошёл | Не прошёл |

Женщины
| Спортсмен    | Вид   | Забег     | Забег | Полуфинал | Полуфинал | Финал     | Финал     |
| Спортсмен    | Вид   | Результат | Место | Результат | Место     | Результат | Место     |
| ------------ | ----- | --------- | ----- | --------- | --------- | --------- | --------- |
| Адама Нджийе | 800 м | 2.07,90   | 6     | Не прошла | Не прошла | Не прошла | Не прошла |